# Andreas Blunck
Andreas Blunck (Krempe (Steinburg), 1871. december 20. – Aumühle, 1933. április 12.) német politikus. Ő volt Hermann Müller kormányának igazságügyi minisztere 1920. márciusától júniusáig. 1904-ben kötött házasságot Emma Reimers-szel, öt gyermekük született.